# Kurrabi
Kurrabi (лат.) — род вымерших австралийских сумчатых из семейства кенгуровых. Известен по ископаемым остаткам в раннеплиоценовых образованиях Нового Южного Уэльса и Виктории.

## Классификация
В род включают 3 вымерших вида:
- Kurrabi mahoneyi Flannery et Archer, 1984typus
- Kurrabi merriwaensis Flannery et Archer, 1984
- Kurrabi pelchenorum Flannery et al., 1992